# Circuit de Lédenon
Le circuit de Lédenon est un complexe sportif situé à Lédenon, dans le département du Gard et la région Occitanie. Il comprend une piste principale de vitesse ainsi que deux autres pistes mineures et une piste de karting. Le site abrite également un ensemble de bâtiments propres à recevoir des évènements sportifs majeurs.

## Présentation
Création du couple Bondurand, ne comptant que sur ses propres fonds deniers, Jean-Claude et Sylvie Bondurand, passionnés de sport automobile, décidèrent en 1970 de construire le Circuit de Lédenon. Ce dernier se montre aujourd'hui avec un profil unique et torturé, et est le seul en France à avoir son sens de rotation dans le sens inverse des aiguilles d'une montre qui en font une fois de plus un circuit unique.
Il s'écoula alors trois années pendant lesquelles les époux ne désespèrent jamais en dépit des embûches qui se dressent sur leur chemin. Cependant le résultat fût là, et c'est précisément le 16 juin 1973 que le Circuit de Lédenon fut homologué pour la première fois, une victoire pour le couple Bondurand, qui n'a pas été obtenue sans difficultés. Aujourd'hui, le circuit principal est homologué par la FFSA pour de nombreuses compétitions autos, mais reçoit aussi des compétitions motos.
Etrenné pour la première fois par une trentaine de Matra Bagheera et bien d'autres véhicules d'époque, le Circuit de Lédenon a fait son entrée dans l'histoire du sport automobile.
En 1977, c'est le début des courses importantes comme la Production, rapidement transformée en Supertourisme. La formule Renault arrive également en 77.
Le Circuit de Lédenon, aujourd'hui, s'est imposé comme le plus vallonné, le plus sinueux et le plus technique des circuits de France. En effet, Lédenon n'est pas un circuit de tout repos car il nécessite près de 38 changements de vitesse. C'est aussi le seul circuit qui tourne dans le sens inverse des aiguilles d'une montre.
Situé à seulement 10 km de Nîmes, 30 km d'Avignon, ou encore 150 km de Marseille, le circuit possède un réel attrait pour tout le sud de la France et offre aux pilotes amateurs la possibilité de rouler sur la piste de manière régulière lors de journées portes ouvertes, moyennant un prix (qui varie dans le temps) d'une trentaine d'euros pour 20 minutes de roulage. De nombreux clubs en ont fait leur fief et s'y retrouvent régulièrement. On y trouve des écoles de pilotage ainsi que l'ASA de Lédenon, gérée au sein même du club. L'Équipe Palmyr, plusieurs fois championne de France de Formule Ford, est basée sur le circuit.

## Piste principale
La piste principale de Lédenon est longue de 3 150 mètres, avec une largeur comprise entre 9 et 12 mètres. Elle tourne dans le sens anti-horaire. L'altitude minimale de cette piste est de 173,78 mètres dans le virage de la Cuvette et son point le plus haut est au bout de la ligne droite avec une altitude de 208,20 mètres. La ligne droite présente donc une déclivité totale de plus de 34 mètres, avec une montée s'étalant entre 7 et 13 %.

### Décomposition des virages
- Le triple gauche : le plus célèbre virage de la piste est la véritable âme du circuit, il se compose d'un long virage gauche se refermant à deux reprises (donc trois virages en un seul, d'où son nom).
- Le virage du pont : succédant au « triple gauche », le virage du pont est un long droit, se négociant en entrant dans la courbe en pente (6 % de déclivité), puis la réaccélaration se fait en une forte montée.
- La carrierasse (« le gauche qui tue ») : un nom dur pour un virage qui l'est aussi : quasi en aveugle car en légère déclivité, il s'agit d'un quasi 180° gauche. Il se termine par le début d'une grande et impressionnante descente (débutant a 12 % puis 7 %).
- Le camion : pas le virage le plus difficile, mais peut être le plus impressionnant : le « camion » est un virage droite d'environ 45° qui se négocie à la fin de la grande pente, permettant des vitesses d'entrées élevées, demandant contrôle et stabilité car il débouche directement sur le virage suivant.
- Le cavalet : succédant au virage du camion, le « cavalet » est un virage crucial tant il casse la vitesse en marquant le début d'une grande montée à 10 %. Il s'agit d'un virage à droite qui marque le début de la dernière partie haute du circuit.
- La servie (« le fer à cheval ») : difficile à aborder, tortueux, ce grand gauche marque une grosse perte de vitesse et doit être bien négocié pour profiter au maximum de la descente finale.
- La cuvette : un virage gauche à 90° qui marque à la fois la fin de la grande descente et le début de la montée. Il demande d'une part, de maîtriser son freinage car on arrive en pente marquée sur une zone bosselée et parfois un peu sale, et d'autre part de savoir aussi passer suffisamment fort pour profiter de l'élan dans la montée sous peine d'aborder la ligne droite des stands à une vitesse trop faible.

Le tour de circuit se termine par la ligne droite tout en montée qui démontre que pour faire un bon temps à Lédenon, il faut avoir un minimum de puissance et de couple. Complexe et complet, ce circuit demande, peut être plus que tout autre, au pilote d'être efficace dans tous les domaines.

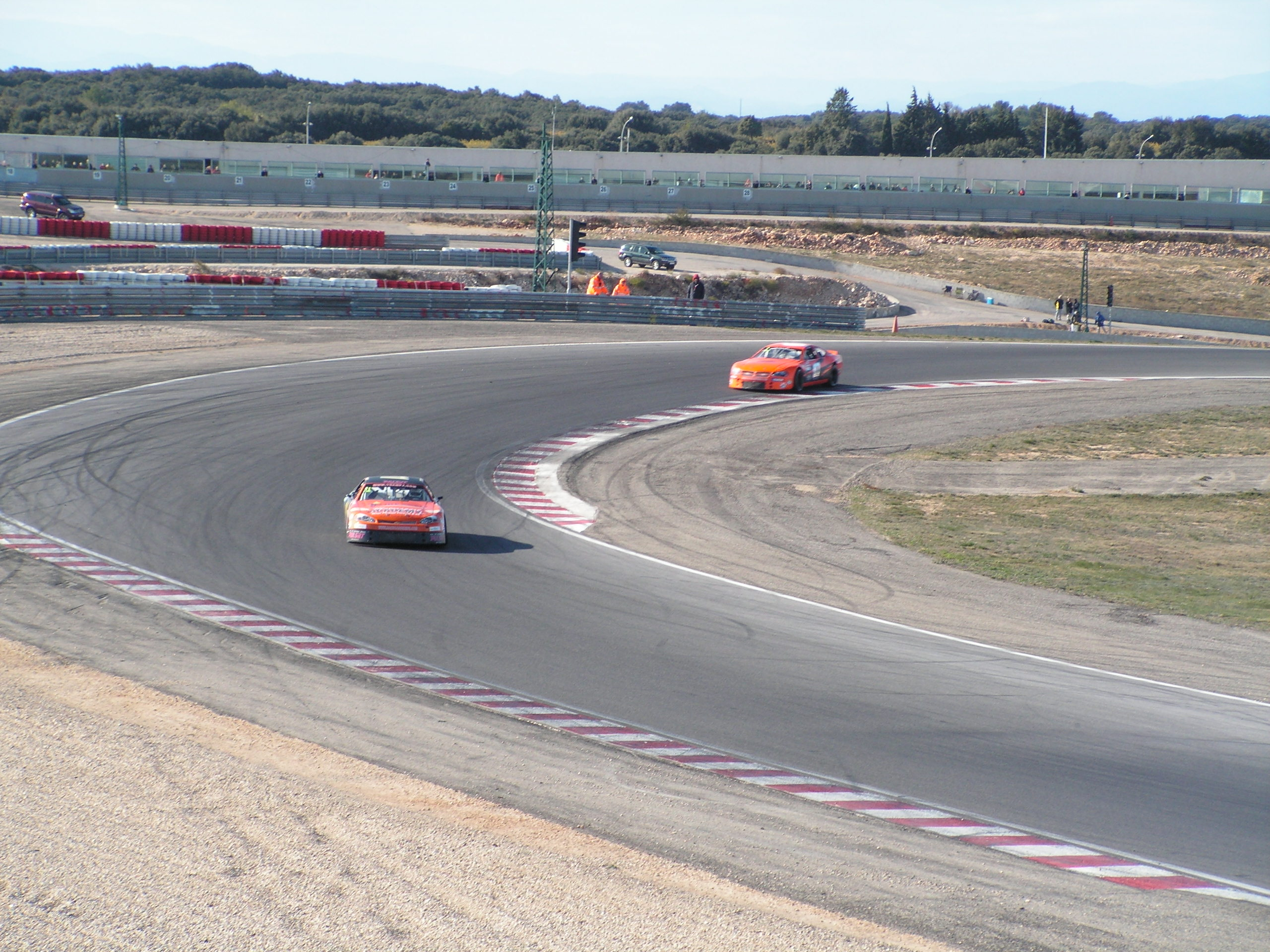
Le « gauche ».
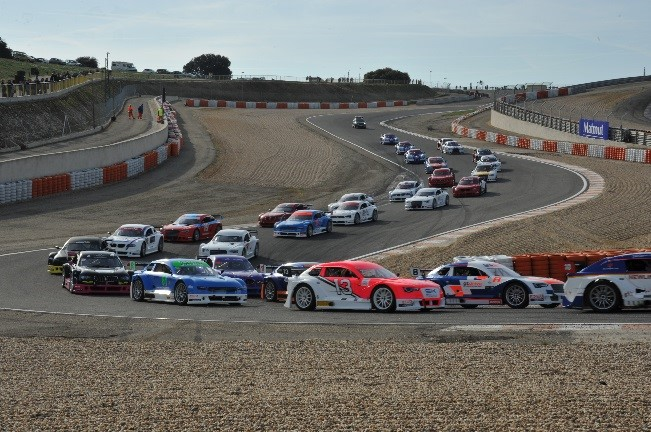
La descente.
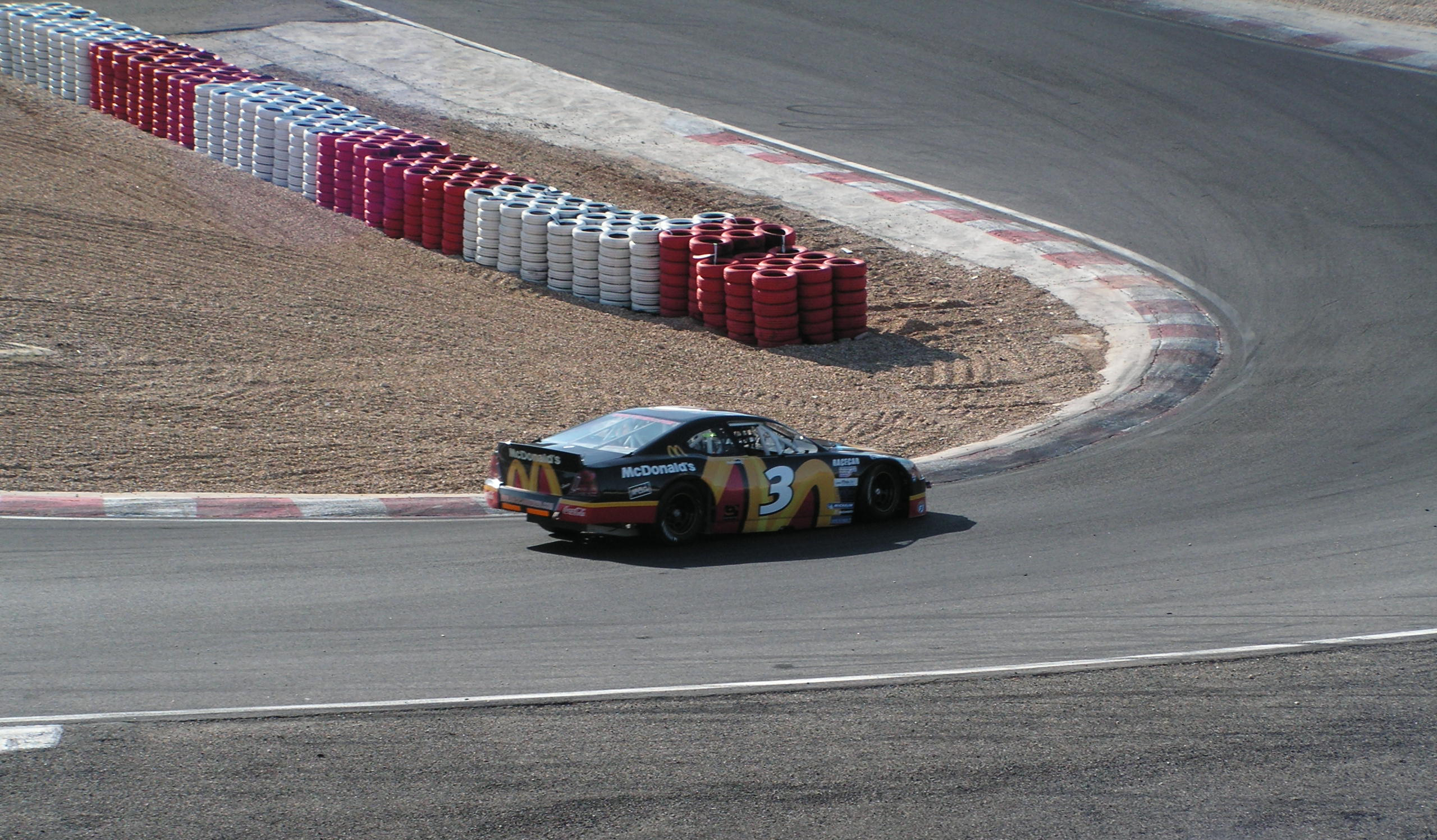
La « cuvette ».

## Piste secondaire
Il existe une piste secondaire de 1,5 km où sont organisés des stages de pilotage.

## Compétitions organisées
- Coupe de France Promosport (motos)
- Historic Tour (autos)
- Porsche France (autos)
- Trophée Tourisme Endurance (autos)
- Championnat de France Superbike (motos)
- Coupe de France des circuits (autos)
- Championnat de France FFSA GT (autos, 1999-)